# Delafield
Delafield è un comune degli Stati Uniti, situato in Wisconsin, nella Contea di Waukesha.